# 北川久仁子のbrilliant days×F
『北川久仁子のbrilliant days×F』（きたがわくにこのブリリアントデイズ・エフ）は、2018年4月6日から2025年3月28日までエフエム北海道（AIR-G'）で放送されていたラジオ番組。放送時間は毎週金曜 9:00 - 17:30 （日本標準時）。

## 概要
番組の前身は平日の午前中に放送され、北川が担当していた『brilliant days』（ブリリアント・デイズ）である。
2018年の春の大きな改編が行われ、金曜日の当該時間帯に放送されてきた『Rep.ly.ze』と『BOND GIRL!』を終了させ、平日の『brilliant days』を金曜の大型縦長番組としてリニューアルさせたのがこの番組である。
金曜日に10時間に及ぶ縦長番組が放送されるのは2003年9月に終了した『中田美知子の週刊AIR-G'族〜T.G.I.F』以来となる。
2021年にAIR-G'全体でワイド番組の放送時間を改編を行い、放送時間を9:00 - 17:30に短縮。2025年3月をもって終了。

## 出演
- 北川久仁子[2]
- 戸田耕陽

## 放送時間
現在
- 2021年4月 - 現在: 毎週金曜 9:00 - 17:30 （JST）。

なお、北海道日本ハムファイターズ主催試合がエスコンフィールドHOKKAIDO（2022年までは札幌ドーム）で開催される場合は16:30 - 17:30まで「FIGHTERS THE RADIO TIME.」に充てるため16:30までの短縮放送となる。
過去
- 2018年4月 - 2021年3月: 毎週金曜 7:30 - 17:30 （JST）。

## 番組構成
- 09:00 番組オープニング・道内各地にZOOM IN!（週替わりでコミュニティFM局と電話（局によっては同時生放送の場合もある）で繋ぎ地域情報を発信）
- 09:15 Kuni Cafe
- 09:50 bdしゅふのお仕事応援プロジェクト
- 10:00 クニペディア
- 10:25 bdメディカルチェック（第1・第3・第5週）・コドモノキモチホントノキモチ（第2・第4週）
- 10:30 Let's Go！炭リッチ
- 10:50 bd書き方教室
- ここでいったん中断

11:00 - 11:30 Yuming Chord（松任谷由実）
- 11:30 北海道応援企画 今日ってやってる？（やってるやってる）
- 11:40 コスモ アースコンシャスアクト 未来のミカタ - 2024年7月5日より[3]
- 11:55 道新ヘッドラインニュース
- 12:00 北川音楽アカデミー・キタクラ（第1週）・bd今日は何の日クイズSHOW
- 12:50 - 13:00 1/f ゆらぎ旅（大野真奈）
- 13:00 中継コーナー・今日の特集テーマ発表
- 13:55 道新ヘッドラインニュース
- 14:00 ゲストゾーン
- 14:17 トラフィックインフォメーション
- 14:55 - 15:00 吉田麻也のチャレンジ＆カバー（吉田麻也）
- 15:55 道新ヘッドラインニュース
- 16:00 道路交通情報
- 16:05 金曜日はカレーでしょ!・今週の洋楽ゴシップ・時計台から「わんばんこ」
- 17:00 トドメのリクエスト

### 過去
- 08:00 - 08:20
  - 速水健朗のクロノス・フライデー（速水健朗・綿谷エリナ）
  - ONE MORNING FRIDAY（山崎樹範・ハードキャッスル エリザベス）
- 09:00 - 09:15 bd×F' 歌謡曲
- 12:55 - 13:00 おもてなし Music English（箕輪直人）
- 10:50 - 11:00 大黒摩季♪大人のBreak Time（大黒摩季）- 2018年9月28日終了
- 14:55 - 15:00 Life Time Audio～人生のプレイリスト～ - 2022年3月30日終了
- 16:20 - 16:30 ブリリアント劇場→MASAYA'S KITCHEN（松室政哉） - 2020年3月終了
- 16:50 - 16:55 久仁子の本棚